# Wapen van Hauwert

Het wapen van Hauwert.

Het wapen van Hauwert is nooit een gemeentewapen geweest. Hauwert is nooit een eigen gemeente geweest. Vroeger hoorde het dorp bij de Stede Wognum. Later behoorde het dorp onder het poortrecht van Hoorn. Vanaf de vorming van gemeentes hoorde Hauwert bij de gemeente Nibbixwoud, op een doodlopende straat na. Tussen 1979 en 2007 behoorde het gehele dorp bij Noorder-Koggenland. Na de opheffing van deze gemeente behoort het tot de gemeente Medemblik.
Het wapen is op 23 januari 2008 als dorpswapen aangenomen. Het wapen is vrij uniek voor de regio. De meeste boomwapens in West-Friesland hebben namelijk of een dode boom met vogels of een boom die vol in het blad is. De boom op het wapen van Hauwert is voor de helft in blad. Daarnaast is het wapen niet in de rijkskleuren (blauw schild met gouden voorstelling) maar in heraldische kleuren. 

## Blazoen
De beschrijving van het dorpswapen luidt als volgt:
In goud een op een oprijzende groene grond geplante zwarte dorreboom, in de rechterhelft echter bezet met groene bladerkronen.

## Andere boomwapens
Andere boomwapens in West-Friesland zijn:

Wapen van Blokker
Wapen van Bovenkarspel
Wapen van Grootebroek
Wapen van Hoogwoud
Wapen van Midwoud
Wapen van Noorder-Koggenland
Wapen van Opmeer
Wapen van Scharwoude
Wapen van Schellinkhout
Wapen van Sijbekarspel
Wapen van Stede Broec
Het oude wapen van Venhuizen
Wapen van Venhuizen
Wapen van Westwoud
Wapen van Wognum

Spanbroek had achter het schild een eikenboompje als schildhouder.
Abbekerk
· Akersloot
· Andijk
· Ankeveen
· Anna Paulowna
· Assendelft
· Avenhorn
· Barsingerhorn
· Beemster
· Beets
· Bennebroek
· Berkenrode
· Berkhout
· Bijlmermeer
· Blokker
· Bovenkarspel
· Broek in Waterland
· Broek op Langedijk
· Buiksloot
· Bussum
· Callantsoog
· De Rijp
· Egmond
· Egmond aan Zee
· Egmond-Binnen
· Graft
·  Graft-De Rijp
· 's-Graveland
· Groet
· Grootebroek
· Grosthuizen
· Haarlemmerliede
· Haarlemmerliede en Spaarnwoude
· Harenkarspel
· Heerhugowaard
· Hensbroek
· Hoogkarspel
· Hoogwoud
· Ilpendam
· Jisp
· Kalslagen
· Katwoude
· Koedijk
· Koog aan de Zaan
· Kortenhoef
· Krommenie
· Kwadijk
· Langedijk
· Leimuiden
· Limmen
· Marken
· Middelie
· Midwoud
· Monnickendam
· Muiden
· Naarden
· Nederhorst den Berg
· Nibbixwoud
· Niedorp
· Nieuwe Niedorp
· Nieuwendam
· Nieuwer-Amstel
· Noord-Scharwoude
· Noorder-Koggenland
· Obdam
· Oosthuizen
· Opperdoes
· Oterleek
· Oude Niedorp
· Oudendijk
· Oudkarspel
· Oudorp
· Petten
· Ransdorp
· Schardam
· Scharwoude
· Schellingwoude
· Schellinkhout
· Schermer
· Schermerhorn
· Schoorl
· Schoten
· Sijbekarspel
· Sint Maarten
· Sint Pancras
· Sloten
· Spaarndam
· Spaarnwoude
· Spanbroek
· Twisk
· Urk
· Ursem
· Veenhuizen
· Venhuizen
· Warder
· Warmenhuizen
· Waverveen
· Weesp
· Weesperkarspel
· Wervershoof
· Wester-Koggenland
· Westwoud
· Westzaan
· Wieringen
· Wieringermeer
· Wieringerwaard
· Wijdenes
. Wijdewormer
. Wijk aan Zee en Duin
· Wimmenum
· Winkel
· Wognum
· Wormer
· Wormerveer
· Zaandam
· Zaandijk
· Zeevang
· Zijpe
· Zuid-Scharwoude
· Zuid- en Noord-Schermer
· Zwaag

Dorpswapens:
Hauwert
· Volendam
· Zwaagdijk-West